# Capitoli di Umineko When They Cry
Questa è la lista dei capitoli della serie manga Umineko no naku koro ni, pubblicata dalla Square Enix e disegnata da sei diversi mangaka, i quali hanno lavorato separatamente sui vari archi basandosi sulla sound novel Umineko When They Cry. Legend of the Golden Witch, disegnato da Kei Natsumi, ha iniziato la serializzazione sul numero di gennaio 2008 del Gangan Powered e in seguito è stato trasferito sulla rivista Gangan Joker a partire dal numero di maggio 2009. Turn of the Golden Witch, disegnato da Jirō Suzuki, ha iniziato la serializzazione sul numero di agosto 2008 del GFantasy. Banquet of the Golden Witch, disegnato da Kei Natsumi, ha iniziato la serializzazione sul numero di ottobre 2009 del Gangan Joker. Alliance of the Golden Witch, disegnato da Sōichirō, ha iniziato la serializzazione il 1º ottobre 2009 sul webzine Gangan Online.
End of the Golden Witch, disegnato da Akitaka, ha iniziato la serializzazione sul numero di novembre 2010 del Gangan Joker. Dawn of the Golden Witch, disegnato da Hinase Momoyama, ha iniziato la serializzazione sul numero di dicembre 2010 del GFantasy. Requiem of the Golden Witch, disegnato da Eita Mizuno, ha iniziato la serializzazione sul numero di maggio 2011 del Monthly Shōnen Gangan. Twilight of the Golden Witch, disegnato da Kei Natsumi, ha iniziato la serializzazione sul numero di febbraio 2012 del Gangan Joker.

## Legend of the Golden Witch
| 1 | 21 giugno 2008 | ISBN 978-4-7575-2309-8 |
| 1 | Capitoli - 1. Rokkenjima (六軒島?, Rokkenjima) - 2. La leggenda della strega (魔女伝説?, Majo densetsu) - 3. La strega dorata (黄金の魔女?, Ōgon no majo) - 4. L'iscrizione dorata (黄金の碑文?, Ōgon no hibun) - 5. La lettera della strega (魔女からの手紙?, Majo kara no tegami)                                                                 |                        |
| 2 | 22 dicembre 2008 | ISBN 978-4-7575-2445-3 |
| 2 | Capitoli - 6. Promessa eterna (永遠の約束?, Eien no yakusoku) - 7. La prima notte 1 (第一の晩①?, Daiichi no ban ichi) - 8. La prima notte 2 (第一の晩②?, Daiichi no ban ni) - 9. L'offerta della strega (魔女の生贄?, Majo no ikenie) - 10. La strega senza forma (姿なき魔女?, Sugatanaki majo)                                                    |                        |
| 3 | 22 giugno 2009 | ISBN 978-4-7575-2589-4 |
| 3 | Capitoli - 11. La strega invisibile (見えざる魔女?, Miezaru majo) - 12. Eva VS Natsuhi (絵羽 VS 夏妃?, Eba VS Natsuhi) - 13. Battler VS Eva (戦人 VS 絵羽?, Batora VS Eba) - 14. La seconda notte 1 (第2の晩①?, Daini no ban ichi) - 15. La seconda notte 2 (第2の晩②?, Daini no ban ni) - 16. Kanon VS Beatrice (嘉音VS魔女?, Kanon VS Beatorīche) |                        |
| 4 | 22 dicembre 2009 | ISBN 978-4-7575-2752-2 |
| 4 | Capitoli - 17. La teoria degli scacchi (チェス盤思考?, Chesuban shikō) - 18. Assedio (籠城?, Rōjō) - 19. Separazione (離散?, Risan) - 20. Disarmonia (不和?, Fuwa) - 21. Il villaggio dorato (黄金郷?, Ōgonkyō) - 22. Tea party (お茶会?, Ochakai) - 23. Tea party segreto (裏お茶会?, Ura-ochakai)                                                 |                        |

## Turn of the Golden Witch
| 1 (5) | 22 giugno 2009 | ISBN 978-4-7575-2590-0 |
| 1 (5) | Capitoli - 1. Un sogno visto sotto l'acqua (水の底で見る夢?, Mizu no soko de miru yume) - 2. Mobile (家具?, Kagu) - 3. Strega (魔女?, Majo) - 4. Il sigillo scolpito (刻印?, Kokuin) - 5. Amore (恋?, Koi) - 6. Cosa, invisibile. (視えない、もの。?, Mienai, mono.) |                        |
| 2 (6) | 22 dicembre 2009 | ISBN 978-4-7575-2763-8 |
| 2 (6) | Capitoli - 7. Il festival della scuola (学園祭?, Gakuensai) - 8. Rifiuto (拒絶?, Kyozetsu) - 9. Madre e figlia (母娘?, Hahako) - 10. Lo scoppio della guerra (開戦?, Kaisen) - 11. Piccola strega (小さき魔女?, Chiisaki majo) - 12. Resa (屈服?, Kuppuku) |                        |
| 3 (7) | 22 aprile 2010 | ISBN 978-4-7575-2854-3 |
| 3 (7) | Capitoli - 13. La teoria della scacchiera (チェス盤理論?, Chesuban riron) - 14. La prova del diavolo (悪魔の証明?, Akuma no shōmei) - 15. La prova del diavolo 2 (悪魔の証明 2?, Akuma no shōmei ni) - 16. Happy Halloween per Maria (Happy Halloween for Maria) - 17. La lama del mobile (家具の刃?, Kagu no yaiba) - 18. Nuova regola (新しいルール?, Atarashii rūru) |                        |
| 4 (8) | 21 agosto 2010 | ISBN 978-4-7575-2974-8 |
| 4 (8) | Capitoli - 19. Il contrattacco di Battler (戦人反撃?, Batora hangeki) - 20. Il puzzle del lupo e della pecora (狼と羊のパズル?, Ōkami to hitsuji no pazuru) - 21. Il corpo scompare (遺体消失?, Itai shōshitsu) - 22. Verità rossa non pronunciata (届かぬ赤?, Todokanu aka) - 23. Specchio dell'anima (霊鏡?, Reikyō)                                                  |                        |
| 5 (9) | 22 dicembre 2010 | ISBN 978-4-7575-3099-7 |
| 5 (9) | Capitoli - 24. Promessa eterna (永遠の誓い?, Eien no chikai) - 25. Fine della partita (終劇?, Shūgeki) - 26. Banchetto (宴?, Utage) - 27. Tea party (お茶会?, Ochakai) - 28. Tea party segreto (裏お茶会?, Ura-ochakai) |                        |

## Banquet of the Golden Witch
| 1 (10) | 22 aprile 2010 | ISBN 978-4-7575-2855-0 |
| 1 (10) | Capitoli - 1. La strega senza limiti (無限の魔女?, Mugen no majo) - 2. Bentornato (おかえり?, Okaeri) - 3. La prova del diavolo (悪魔の証明?, Akuma no shōmei) - 4. Tenacia (執念?, Shūnen) - 5. Confessione (告白?, Kokuhaku)                                                                                   |                        |
| 2 (11) | 21 agosto 2010 | ISBN 978-4-7575-2975-5 |
| 2 (11) | Capitoli - 6. Kuwadorian (九羽鳥庵?, Kuwadorian) - 7. Il mobile VS i sette picchetti (家具VS七杭?, Kagu VS nanakui) - 8. Battaglia magica (魔法大戦?, Mahō taisen) - 9. Condizioni di vittoria (勝利条件?, Shōri jōken)                                                                                          |                        |
| 3 (12) | 22 dicembre 2010 | ISBN 978-4-7575-3100-0 |
| 3 (12) | Capitoli - 10. Realizzazione del desiderio (悲願成就?, Higan jōju) - 11. Rituale dell'eredità (継承式?, Keishō-shiki) - 12. Addio (決別?, Ketsubetsu) - 13. Gelosia di una donna (女の嫉妬?, Onna no shitto) |                        |
| 4 (13) | 22 aprile 2011 | ISBN 978-4-7575-3205-2 |
| 4 (13) | Capitoli - 14. Nuovo mobile (新しき家具?, Atarashiki kagu) - 15. Rinascita magica (反魂魔法?, Hangon mahō) - 16. Deterioramento interno (内部崩壊?, Naibu hōkai) - 17. Diventare una vera strega senza limiti (真なる無限の魔女?, Shin naru mugen no majo) - 18. Battler VS Eva (戦人 VS エヴァ?, Batora VS Eva) |                        |
| 5 (14) | 22 agosto 2011 | ISBN 978-4-7575-3336-3 |
| 5 (14) | Capitoli - 19. Verità rossa (赤き真実?, Akaki shinjitsu) - 20. Ospite non invitato (招かれざる客?, Manekarezaru kyaku) - 21. Tea party (お茶会?, Ochakai) - 22. Tea party segreto (裏お茶会?, Ura-ochakai) |                        |

## Alliance of the Golden Witch
| 1 (15) | 22 aprile 2010 | ISBN 978-4-7575-2856-7 |
| 1 (15) | Capitoli - 1. Aquila mono-alata (独羽の鷲?, Ichiwa no washi) - 2. Magia (魔法?, Mahō) - 3. Questo è l'unico elemento (それは一なる元素?, Sore wa ichi naru genso) - 4. La verità è come un caleidoscopio (真実は万華鏡のように?, Shinjitsu wa mangekyō no yō ni) |                        |
| 2 (16) | 21 agosto 2010 | ISBN 978-4-7575-2976-2 |
| 2 (16) | Capitoli - 5. Beatrice (ベアトリーチェ?, Beatorīche) - 6. Mariage Sorcière (マリアージュ・ソルシエール?, Mariāju Sorushiēru) - 7. Farfalla bi-alata (二羽の蝶?, Niwa no chō) - 8. Il miracolo della magia (魔法の奇跡?, Mahō no kiseki) - 9. Ripresa (再開?, Saikai) |                        |
| 3 (17) | 22 dicembre 2010 | ISBN 978-4-7575-3101-7 |
| 3 (17) | Capitoli - 10. Apertura (開幕?, Kaimaku) - 11. Madre (母?, Haha) - 12. La fine di un sogno (白昼夢の終わり?, Hakuchūmu no owari) - 13. Sakutaro (さくたろう?, Sakutarō) - 14. La prima notte (第一の晩?, Daiichi no ban) |                        |
| 4 (18) | 22 aprile 2011 | ISBN 978-4-7575-3206-9 |
| 4 (18) | Capitoli - 15. Demone (魔?, Haha) - 16. Il prossimo capofamiglia (次期当主?, Jiki tōshu) - 17. Determinazione assoluta (絶対の決意?, Zettai no ketsui) - 18. Attacco e difesa (攻防?, Kōbō) |                        |
| 5 (19) | 22 agosto 2011 | ISBN 978-4-7575-3337-0 |
| 5 (19) | Capitoli - 19. Fine del banchetto (宴の終焉?, Gishiki no shūen) - 20. Missione (使命?, Shimei) - 21. Peccato (罪?, Tsumi) - 22. Battler Ushiromiya? (右代宮ばトラ??, Ushiromiya Batora?) |                        |
| 6 (20) | 21 aprile 2012 | ISBN 978-4-7575-3555-8 |
| 6 (20) | Capitoli - 23. Invisibile senza amore (愛がなければ視えない?, Ai ga nakereba mienai) - 24. Bianco e nero (白と黒?, Shiro to kuro) - 25. Resa dei conti (決着?, Kecchaku) - 26. Ange Ushiromiya (右代宮 縁寿?, Ushiromiya Enje) - 27. Tea party EP4 parte 1 (お茶会EP4-Tea party-前編?, Ochakai EP4 tea party zenpen) - 28. Tea party EP4 parte 2 (お茶会EP4-Tea party-後編?, Ochakai EP4 tea party kōhen) - 29. Tea party segreto (裏お茶会-???-?, Ura-ochakai) |                        |

## End of the Golden Witch
| 1 (21) | 22 aprile 2011 | ISBN 978-4-7575-3207-6 |
| 1 (21) | Capitoli - 1. Promessa (約束?, Yakusoku) - 2. Magia della rinascita (反魂の魔法?, Hangon no mahō) - 3. Mistero ufficiale (正式なミステリー?, Seishiki na misuterī) - 4. Nube oscura (暗雲?, An'un) - 5. Visitatore (訪問者?, Hōmonsha) |                        |
| 2 (22) | 22 dicembre 2011 | ISBN 978-4-7575-3452-0 |
| 2 (22) | Capitoli - 6. Detective (探偵?, Tantei) - 7. Iscrizione (碑文?, Hibun) - 8. La persona che si ferma qui (辿り着きし者?, Tadoritsukishi mono) - 9. Pianti (涙?, Namida) - 10. Anello (指輪?, Yubiwa) - 11. Gioco di due persone (二人のゲーム?, Futari no gēmu) |                        |
| 3 (23) | 21 aprile 2012 | ISBN 978-4-7575-3556-5 |
| 3 (23) | Capitoli - 12. La prima notte (第一の晩?, Daiichi no ban) - 13. Diritti del detective (探偵権限?, Tantei kengen) - 14. Dieci lance che trafiggono la strega 1 (魔女を貫く十の楔①?, Majo o tsuranuku jū no kusabi ichi) - 15. Dieci lance che trafiggono la strega 2 (魔女を貫く十の楔②?, Majo o tsuranuku jū no kusabi ni) - 16. Dieci lance che trafiggono la strega 3 (魔女を貫く十の楔③?, Majo o tsuranuku jū no kusabi san) |                        |
| 4 (24) | 22 agosto 2012 | ISBN 978-4-7575-3700-2 |
| 4 (24) | Capitoli - 17. Resa dei conti (決着?, Kecchaku) - 18. Ragionamento e verifica (推理と検証?, Suiri to kenshō) - 19. Studio (クローゼット?, Kurōzetto) - 20. Scacco matto (チェックメイト?, Chekkumeito) |                        |
| 5 (25) | 22 dicembre 2012 | ISBN 978-4-7575-3825-2 |
| 5 (25) | Capitoli - 21. Verità differente (異なる真実?, Kotonaru shinjitsu) - 22. Verità differente 2 (異なる真実（2）?, Kotonaru shinjitsu ni) - 23. Aggiornamento (閉廷?, Heitei) - 24. Confessione (告白?, Kokuhaku) |                        |
| 6 (26) | 22 dicembre 2012 | ISBN 978-4-7575-3826-9 |
| 6 (26) | Capitoli - 25. Tea party EP5 (お茶会-EP5 Tea party-?, Ochakai EP5 tea party) - 26. Tea party segreto 1 (裏お茶会-???-（1）?, Ura-ochakai ichi) - 27. Tea party segreto 2 (裏お茶会-???-（2）?, Ura-ochakai ni) |                        |

## Dawn of the Golden Witch
| 1 (27) | 22 agosto 2011 | ISBN 978-4-7575-3342-4 |
| 1 (27) | Capitoli - 1. Il sesto gioco (第6のゲーム?, Dairoku no gēmu) - 2. Pulcino (雛?, Hina) - 3. Confessione (告白?, Kokuhaku) - 4. L'esistenza di Beato (ベアトの存在?, Beato no sonzai) |                        |
| 2 (28) | 22 dicembre 2011 | ISBN 978-4-7575-3453-7 |
| 2 (28) | Capitoli - 5. Cuneo della verità blu (青き真実の楔?, Aoki shinjitsu no kusabi) - 6. Crescite rispettive (それぞれの成長?, Sorezore no seichō) - 7. Altra interpretazione magica (別の解釈の魔法?, Betsu no kaishaku no mahō) - 8. Prova degli amanti (愛し合う者たちの試練?, Aishiau monotachi no shiren)                                                                  |                        |
| 3 (29) | 21 aprile 2012 | ISBN 978-4-7575-3557-2 |
| 3 (29) | Capitoli - 9. Apertura (幕開け?, Makuake) - 10. Intenzione assoluta (絶対の意思?, Zettai no ishi) - 11. L'inferno dell'amore (恋の地獄?, Koi no jigoku) - 12. Due persone in una (二人で一人?, Futari de hitori) |                        |
| 4 (30) | 22 agosto 2012 | ISBN 978-4-7575-3701-9 |
| 4 (30) | Capitoli - 13. Autorità del detective e prerequisito della magia (探偵権限と魔法の前提?, Tantei kengen to mahō no zentei) - 14. Battaglia tra rossi e blu (赤と青のバトル?, Aka to ao no batoru) - 15. Arroganza e trappola (驕りと罠?, Ogori to wana) - 16. Piccolo strappo (小さな綻び?, Chiisana hokorobi)                                                              |                        |
| 5 (31) | 22 dicembre 2012 | ISBN 978-4-7575-3827-6 |
| 5 (31) | Capitoli - 17. La contromossa di Battler (戦人の応手?, Batora no ōshu) - 18. Attacco e difesa circa la scomparsa di Battler (戦人消失を巡る攻防?, Batora shōshitsu o meguru kōbō) - 19. La trappola di Erika (ヱリカの罠?, Erika no wana) - 20. Premio per la vittoria (勝利へのご褒美?, Shōri e no gohōbi) - 21. Cerimonia nuziale e duello (婚儀と決闘?, Kongi to kettō) |                        |
| 6 (32) | 22 dicembre 2012 | ISBN 978-4-7575-3828-3 |
| 6 (32) | Capitoli - 22. Diventando uno... (ひとつに…。?, Hitotsu ni....) - 23. L'orgoglio del detective (探偵のプライド?, Tantei no puraido) - 24. Resa dei conti (決着?, Kecchaku) - 25. Tea party (お茶会?, Ochakai) |                        |

## Requiem of the Golden Witch
| 1 (33) | 22 dicembre 2011 | ISBN 978-4-7575-3454-4 |
| 1 (33) | Capitoli - 1. Invito al gioco (ゲームへの招待?, Gēmu e no shōtai) - 2. Ritratto di Beatrice (べアトりーチェの肖像?, Beatorīche no shōzō) - 3. Diritti del teatro (観劇者権限?, Kangekisha kengen) - 4. Confessione di Kinzo (金蔵の告白?, Kinzō no kokuhaku) - 5. Incontro a Rokkenjima (六軒島の出会い?, Rokkenjima no deai) - 6. Il carico del sottomarino (潜水艦の積荷?, Sensuikan no tsumini) - 7. Tattica (駆け引き?, Kakehiki) - 8. Oro e follia (黄金と狂気?, Ōgon to kyōki) |                        |
| 2 (34) | 22 agosto 2012 | ISBN 978-4-7575-3702-6 |
| 2 (34) | Capitoli - 9. La magia dorata (黄金の魔法?, Ōgon no mahō) - 10. Ripresa del gioco (ゲーム再開?, Gēmu saikai) - 11. La strega Maria (魔女マリア?, Majo Maria) - 12. L'indagine di Will (ウィルの考察?, Wiru no kōsatsu) - 13. La confessione di Jessica (朱志香の告白?, Jeshika no kokuhaku) - 14. La strega della sala VIP (貴賓室の魔女?, Kihinshitsu no majo) |                        |
| 3 (35) | 22 dicembre 2012 | ISBN 978-4-7575-3829-0 |
| 3 (35) | Capitoli - 15. Due testimonianze (二つの証言?, Futatsu no shōgen) - 16. Il ragionamento di Will (ウィルの推理?, Wiru no suiri) - 17. La vera identità di Lion Ushiromiya (右代宮理御の正体?, Ushiromiya Rion no shōtai) - 18. L'inizio di tutto (すべての始まり?, Subete no hajimari) - 19. Nuova vita (新しい生活?, Atarashii seikatsu) - 20. Nascita del colpevole (犯人の出生?, Hannin no shusshō)                                                                                |                        |
| 4 (36) | 22 agosto 2013 | ISBN 978-4-7575-4044-6 |
| 4 (36) | Capitoli - 21. Yasu e la strega (ヤスと魔女?, Yasu to majo) - 22. Comunicazione con la strega (魔女との交流?, Majo to no kōryū) - 23. Cambiamenti nella vita di ogni giorno (移り変わる日常?, Utsuri kawaru nichijō) - 24. La magia della strega (魔女の魔法?, Majo no mahō) - 25. La strega si manifesta (魔女顕現?, Majo kengen) |                        |
| 5 (37) | 21 dicembre 2013 | ISBN 978-4-7575-4175-7 |
| 5 (37) | Capitoli - 26. Un'utopia dorata (黄金の理想郷?, Ōgon no risōkyō) - 27. Risposta desiderata (求めた答え?, Motometa kotae) - 28. La strega e Battler (魔女と戦人?, Majo to Batora) - 29. Tempo di prova (試練の時?, Shiren no toki) - 30. Al termine della prova (試練の果てに?, Shiren no hate ni) |                        |
| 6 (38) | 22 aprile 2014 | ISBN 978-4-7575-4274-7 |
| 6 (38) | Capitoli - 31. Germoglio d'amore (恋の芽?, Koi no me) - 32. Il mistero dell'epigrafe (碑文の謎?, Hibun no nazo) - 33. Una sfida per l'epigrafe (碑文への挑戦?, Hibun e no chōsen) - 34. Chiarimento (解明?, Kaimei) - 35. Il giorno del destino (運命の日?, Unmei no hi) |                        |
| 7 (39) | 22 agosto 2014 | ISBN 978-4-7575-4388-1 |
| 7 (39) | Capitoli - 36. La strega risorge (魔女復活?, Majo fukkatsu) - 37. La fine della fantasia della strega (魔女幻想の終焉?, Majo gensō no shūen) - 38. Sonno eterno (永遠の眠り?, Towa no nemuri) - 39. La fine del gioco, e... (ゲーム閉幕、そして…。?, Gēmu heimaku, soshite...) |                        |
| 8 (40) | 22 dicembre 2014 | ISBN 978-4-7575-4496-3 |
| 8 (40) | Capitoli - 40. Sviluppo diverso, per il primo giorno della tragedia (異なる展開、惨劇の初日へ?, Kotonaru tenkai, sangeki no shonichi e) - 41. Il piano omicida della strega (魔女の殺人計画?, Majo no satsujin keikaku) - 42. La magia dorata (黄金の魔力?, Ōgon no maryoku) - 43. Rudolf e Kyrie (留弗夫と霧江?, Rudorufu to Kirie) |                        |
| 9 (41) | 22 aprile 2015 | ISBN 978-4-7575-4608-0 |
| 9 (41) | Capitoli - 44. Tragedia accelerata (加速する惨劇?, Kasokusuru sangeki) - 45. Resa dei conti, il sopravvissuto è... (決着、生き残るのは…?, Kecchaku, ikinokoru no wa…) - 46. Ciò che accadde quel giorno (あの日起った事?, Ano hi okotta koto) - 47. Fato inevitabile (逃れ得ぬ運命?, Nogareenu unmei) - 48. Sull'orlo della speranza (希望の先に?, Kibō no saki ni) |                        |

## Twilight of the Golden Witch
| 1 (42) | 22 agosto 2012 | ISBN 978-4-7575-3703-3 |
| 1 (42) | Capitoli - 1. Verso Rokkenjima (六軒島へ?, Rokkenjima e) - 2. La Ange di 6 anni (6歳の縁寿?, Rokusai no Enje) - 3. Restituzione dell'oro (黄金の返還?, Ōgon no henkan) - 4. Obiettivo di sopravvivenza (生きる目的?, Ikiru mokuteki) - 5. Rituale di ritorno (返還式?, Henkan-shiki) |                        |
| 2 (43) | 22 dicembre 2012 | ISBN 978-4-7575-3830-6 |
| 2 (43) | Capitoli - 6. Festa di Halloween 1 (ハロウィンパーティー（1）?, Harowin pātī ichi) - 7. Festa di Halloween 2 (ハロウィンパーティー（2）?, Harowin pātī ni) - 8. Festa di Halloween 3 (ハロウィンパーティー（3）?, Harowin pātī san) - 9. Banchetto di umani e streghe (人間と魔女の宴?, Ningen to majo no utage) - 10. Banchetto di umani e streghe 2 (人間と魔女の宴（2）?, Ningen to majo no utage ni)                                                                       |                        |
| 3 (44) | 22 agosto 2013 | ISBN 978-4-7575-4045-3 |
| 3 (44) | Capitoli - 11. Le domande di Bern (ベルンの出題?, Berun no shutsudai) - 12. La sfida di Bern (ベルンの挑戦?, Berun no chōsen) - 13. Ritardatario (遅れてきた来訪者?, Okurete kita raihōsha) - 14. Ritardatario 2 (遅れてきた来訪者（2）?, Okurete kita raihōsha ni) - 15. Ritardatario 3 (遅れてきた来訪者（3）?, Okurete kita raihōsha san) |                        |
| 4 (45) | 21 dicembre 2013 | ISBN 978-4-7575-4176-4 |
| 4 (45) | Capitoli - 16. I graffi del gatto nero (黒猫の爪痕?, Kuroneko no tsumeato) - 17. I graffi del gatto nero 2 (黒猫の爪痕（2）?, Kuroneko no tsumeato ni) - 18. I graffi del gatto nero 3 (黒猫の爪痕（3）?, Kuroneko no tsumeato san) - 19. I graffi del gatto nero 4 (黒猫の爪痕（4）?, Kuroneko no tsumeato yon) - 20. "Attacco e difesa della cappella" (礼拝堂の攻防?, Reihaidō no kōbō) - 21. "Attacco e difesa della cappella 2" (礼拝堂の攻防（2）?, Reihaidō no kōbō ni) |                        |
| 5 (46) | 22 agosto 2014 | ISBN 978-4-7575-4389-8 |
| 5 (46) | Capitoli - 22. La città dei libri (図書の都?, Tosho no miyako) - 23. Nel villaggio dorato (黄金郷にて?, Ōgonkyō nite) - 24. Il libro dell'unica verità (一なる真実の書?, Ichi naru shinjitsu no sho) - 25. interludio —Ikuko Hachijo— (interlude —八城幾子—?, interlude Hachijō Ikuko) |                        |
| 6 (47) | 22 dicembre 2014 | ISBN 978-4-7575-4497-0 |
| 6 (47) | Capitoli - 26. Confessione della strega dorata 1 (Confession of the golden witch 1) - 27. Confessione della strega dorata 2 (Confession of the golden witch 2) - 28. Confessione della strega dorata 3 (Confession of the golden witch 3) - 29. Gabbia di legami (しがらみの檻?, Shigarami no ori) |                        |
| 7 (48) | 22 aprile 2015 | ISBN 978-4-7575-4609-7 |
| 7 (48) | Capitoli - 30. Ultimatum (最後通牒?, Saigo tsūchō) - 31. Detective (探偵?, Tantei) - 32. L'inizio della guerra (開戦?, Kaisen) - 33. Gioco d'amore e odio (愛憎遊戯?, Aizō yūgi) - 34. Calpestato (蹂躙?, Jūrin) |                        |
| 8 (49) | 22 agosto 2015 | ISBN 978-4-7575-4718-6 |
| 8 (49) | Capitoli - 35. La fine della lotta feroce (激闘の果て?, Gekitō no hate) - 36. Morte (死?, Shi) - 37. Resuscitare i morti (反魂?, Hangon) - 38. La scelta di Ange (縁寿の選択?, Enje no sentaku) |                        |
| 9 (50) | 22 agosto 2015 | ISBN 978-4-7575-4719-3 |
| 9 (50) | Capitoli - 39. Oltre la porta: inganno, e (扉の先に～手品～、そして。?, Tobira no saki ni tejina, soshite) - 40. Oltre la porta: magia (扉の先に～魔法～?, Tobira no saki ni mahō) - 41. Quando stridono i gabbiani (うみねこのなく頃に?, Umineko no naku koro ni) - 42. Il villaggio dorato (黄金郷?, Ōgonkyō) |                        |